# Neiiendam
Neiiendam er et oprindeligt nederlandsk, men senere fordansket familienavn.
- Carl Neiiendam (1858–1930), dansk hotelejer
- Jonna Neiiendam (1872–1938), dansk skuespiller
- Nicolai Neiiendam (1865–1945), dansk skuespiller
- Robert Neiiendam (1880–1966), dansk teaterhistoriker
- Sigrid Neiiendam (1868–1955), dansk skuespiller
- Tavs Neiiendam (1898–1968), dansk skuespiller
- Valdemar Neiiendam (1870–1956), dansk maler
- Casper Neiiendam (2004– ), svensk skuespiller